# 井手町立泉ヶ丘中学校
井手町立泉ヶ丘中学校（いでちょうりついずみがおかちゅうがっこう）は、京都府綴喜郡井手町にある公立中学校。

## 所在地
- 京都府綴喜郡井手町井手橋ノ本20

## 沿革
- 1970年（昭和45年）3月6日　井手町立学校設置条例（学校教育法）の施行により井手町立泉ヶ丘中学校を設置。

## 校長
- 石浦喜人

## 交通アクセス
- JR奈良線 玉水駅から南西へ徒歩。

## 主な卒業生
- 岡田侑大（プロバスケットボール選手）

## 通学区域が隣接している学校
- 宇治田原町立維孝館中学校
- 城陽市立南城陽中学校
- 京田辺市立培良中学校
- 京田辺市立田辺中学校
- 木津川市立山城中学校
- 相楽東部広域連合立和束中学校

## 関係項目
- 京都府中学校一覧
- 綴喜郡井手町
- 井手町立井手小学校
- 井手町立多賀小学校